# Lina Kačiušytė
Lina Kačiušytė (n. 1 ianuarie 1963, Vilnius, RSS Lituaniană, URSS) este o înotătoare ce a reprezentat Uniunea Republicilor Sovietice Socialiste, medaliată olimpică. A participat la o ediție a Jocurilor Olimpice (1980) în care a câștigat o medalie de aur.

## Participări
Lista de mai jos prezintă principalele competiții la care a participat Lina Kačiušytė de-a lungul carierei.
- swimming at the 1980 Summer Olympics – women's 200 metre breaststroke[*]